# Рікардо Гарека
Рікардо Гарека (ісп. Ricardo Gareca, нар. 10 лютого 1958) — аргентинський футболіст, що грав на позиції нападника. По завершенні ігрової кар'єри — футбольний тренер. Наразі очолює тренерський штаб команди національної збірної Чилі.
Виступав, зокрема, за клуби «Бока Хуніорс» та «Велес Сарсфілд», а також національну збірну Аргентини.
Чемпіон Аргентини.

## Клубна кар'єра

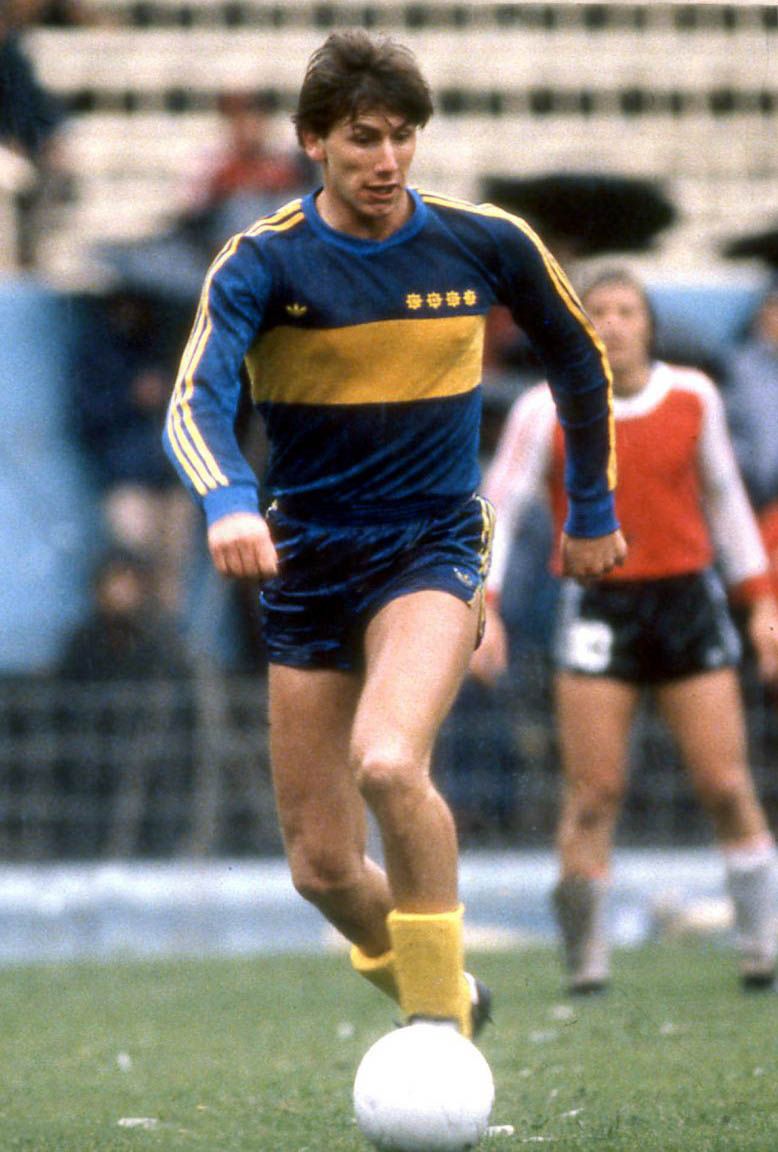
Гарека в складі «Бока Хуніорс» 1980 рік.

У дорослому футболі дебютував 1978 року виступами за команду клубу «Бока Хуніорс», в якій провів два сезони, взявши участь у 16 матчах чемпіонату. 
Протягом 1981—1981 років захищав кольори команди клубу «Атлетіко Сарм'єнто».
Своєю грою за останню команду знову привернув увагу представників тренерського штабу клубу «Бока Хуніорс», до складу якого повернувся 1981 року. Цього разу відіграв за команду з Буенос-Айреса наступні три сезони своєї ігрової кар'єри. Більшість часу, проведеного у складі «Бока Хуніорс», був основним гравцем атакувальної ланки команди. У складі «Бока Хуніорс» був одним з головних бомбардирів команди, маючи середню результативність на рівні 0,54 голу за гру першості.
Протягом 1985 року захищав кольори команди клубу «Рівер Плейт».
1985 року уклав контракт з клубом «Америка де Калі», у складі якого провів наступні три роки своєї кар'єри гравця. В новому клубі був серед найкращих голеодорів, відзначаючись забитим голом в середньому щонайменше у кожній другій грі чемпіонату.
З 1989 року три сезони захищав кольори команди клубу «Велес Сарсфілд». Граючи у складі «Велес Сарсфілда» також здебільшого виходив на поле в основному складі команди.
Завершив професійну ігрову кар'єру у клубі «Індепендьєнте» (Авельянеда), за команду якого виступав протягом 1993—1994 років.

## Виступи за збірну
1981 року дебютував в офіційних матчах у складі національної збірної Аргентини. Протягом кар'єри у національній команді, яка тривала 6 років, провів у формі головної команди країни 20 матчів, забивши 5 голів.
У складі збірної був учасником Кубка Америки 1983 року у різних країнах.

## Кар'єра тренера
Розпочав тренерську кар'єру невдовзі по завершенні кар'єри гравця, 1996 року, очоливши тренерський штаб клубу «Тальєрес».
В подальшому очолював команди клубів «Індепендьєнте» (Авельянеда), «Колон», «Кільмес», «Архентінос Хуніорс», «Америка де Калі», «Санта-Фе», «Універсітаріо де Депортес», «Велес Сарсфілд» та «Палмейрас».
2015 року очолив тренерський штаб національної збірної Перу, під його керівництвом збірна виступала на Кубку Америки 2015 року у Чилі, на якому команда здобула бронзові нагороди, Кубку Америки 2016 року в США. Вперше за тридцять шість років Рікардо вивів збірну Перу на чемпіонат світу в 2018 році, де вона здобула свою першу перемогу над Австралією 2–0.
На Кубку Америки 2019 перуанці під його керівництвом здобули срібні нагороди, ще через через два роки фінішували четвертими. Після невдалого відбору на чемпіонат світу 2022 року аргентинець подав у відставку.
У березні 2023 Гарека очолив «Велес Сарсфілд», у грудні того ж року подав у відставку.
З 24 січня 2024 року аргентинець очолює тренерський штаб команди національної збірної Чилі.

## Титули і досягнення

### Як гравець
- Чемпіон Колумбії (2):

«Америка де Калі»: 1985, 1986
- Чемпіон Аргентини (2):

«Бока Хуніорс»: Метрополітано 1981
«Індепендьєнте Хосе Теран»: Клаусура 1994

### Як тренер
- «Тальєрес»

Дивізіон В (1): 1998
Кубок Конмебол (1): 1999
- «Універсітаріо де Депортес»

Чемпіон Перу: Апертура 2008
- «Велес Сарсфілд»

Чемпіон Аргентини (3): 2009 Клаусура, 2011 Клаусура, 2012 Інісіаль
- Перу
- Срібний призер Кубка Америки: 2019
- Бронзовий призер Кубка Америки: 2015